# 보라궁주
보라궁주 설씨(寶羅宮主 薛氏, ? ~ ?)는 《화랑세기》에서 태종무열왕의 첫 번째 정궁부인(正宮夫人)이라고 기록된 인물이다. 미실궁주의 손녀이자, 신라 16대 풍월주 보종전군(宝宗)의 딸로, 둘째아이를 낳은 뒤 산후병으로 요절했다고 전해진다.
보량궁주와 혼돈되기도 하나, 보량궁주와 보라궁주는 동일인이 아닌 자매지간으로 보량궁주는 신라 30대 문무왕 10년(670년) 남편 김양도가 당나라에서 옥사하자 자결하였다 전해진다.
한편 《화랑세기》는 학계에서 위서 논란이 있는 사서로, 보라궁주가 실존인물이었는지는 확실하지 않다. 《삼국사기》를 비롯한 사서에서는 전혀 언급되지 않는다.

## 가계

### 선대
- 조부 : 설원랑 - 신라 제7대 풍월주
- 조모 : 미실궁주(美室宮主)
  - 아버지 : 보종전군(宝宗殿君) - 신라 제16대 풍월주
- 외조부 : 진평왕 - 신라 제26대 왕
- 외조모 : 보명궁주
  - 어머니 : 양명공주 김씨
    - 자매 : 보량궁주 설씨

### 남편과 후손
- 남편 : 태종무열왕(太宗武烈王, 604년 ~ 661년) - 신라 제29대 왕
  - 딸 : 고타소공주 (古陀炤公主, ? ~ 642년)
    - 사위 : 김품석

## 보라궁주가 등장한 작품
- 박은빈 - 2009년 ( 선덕여왕 ) MBC 월화드라마 (드라마에서는 '보라궁주'를 '보량'이라는 이름으로 설정하였음)
- 추소영 - 2012년 ( 대왕의 꿈 ) KBS 대하드라마